# Boarmia gonophora
Boarmia gonophora är en fjärilsart som beskrevs av Louis Beethoven Prout 1916. Boarmia gonophora ingår i släktet Boarmia och familjen mätare. Inga underarter finns listade i Catalogue of Life.